# (73014) 2002 EU52
(73014) 2002 EU52 – planetoida z pasa głównego asteroid okrążająca Słońce w ciągu 3,6 lat w średniej odległości 2,35 j.a. Odkryta 9 marca 2002 roku.